# Vụ máy bay Ilyushin Il-76 bị bắn rơi
Ngày 14/6/2014, một phi cơ vận tải quân sự Ilyushin Il-76 của Không quân Ukraina bị lực lượng ly khai dùng súng máy phòng không hạng nặng Theo văn phòng công tố Ukraina, chiếc máy bay bị bắn hạ bởi tên lửa đất đối không. được cho là của Cộng hòa Nhân dân Luhansk tự xưng bắn rơi trong lúc Ukraina đang tiến hành chiến dịch "chống khủng bố" chống lại nước Cộng hòa nhân dân Luhansk và Cộng hòa Nhân dân Donetsk, trong Luhansk và Donetsk ở Đông Ukraina. Chiếc máy bay bị bắn rơi khi đang tiếp cận sân bay quốc tế Luhansk ở Luhansk, Đông Ukraina. Máy bay khi đó chở theo quân nhân, thiết bị máy móc và thực phẩm. Toàn bộ 49 người có mặt trên máy bay đã thiệt mạng, gồm 40 quân sĩ và 9 phi hành đoàn.

## Máy bay bị rơi
Chiếc máy bay bị bắn rơi là một chiếc Ilyushin Il-76MD của Không quân Ukraina, số đăng ký 76777, msn 0083482490. Chiếc máy bay đã bay lần đầu tiên bay vào năm 1988. Ban đầu hoạt động cho Aeroflot với số đăng ký CCCP-76777, chiếc máy bay đã sau đó phục vụ trong Không quân Ukraina, Azov-Azia Aircompany và Avilond TAC với số đăng ký UR-76777 trước khi phục vụ với Payam Air với số đăng ký EP-TPY. Kế hoạch mua lại bởi Công ty dịch vụ bay ATI đã không được tiến hành, và chiếc máy bay được Không quân Ukraina mua lại.